# Letitia de Jong
Pour les articles homonymes, voir de Jong.
Letitia de Jong, née le 5 mars 1993 à Feanwâlden, est une patineuse de vitesse néerlandaise spécialisée en sprint.